# Microgaming
Microgaming Software Systems Ltd ist ein privatgeführtes Unternehmen im Bereich der Entwicklung von Gaming-Software mit Sitz auf der Isle of Man. Das Unternehmen hat sich darauf spezialisiert, Online-Glücksspiele für Casinotypen zu entwickeln.

## Geschichte
Im Jahr 1994 gründete man das erste Online-Casino. Inzwischen hat sich Microgaming allerdings auf die Bereitstellung von Software für andere Betreiber von weltweiten Online-Glücksspielen spezialisiert. Über 120 Online-Casinos gehören somit zu dem sogenannten Microgaming-Network. Des Weiteren bietet Microgaming auch Business solutions an und betreibt das Microgaming Poker Network, kurz MPN. Es besteht aus über 20 verschiedenen Pokerräumen, in denen die Pokervarianten Texas Hold’em, Omaha Hold’em, Stud oder Razz angeboten werden.
Das Portfolio umfasst über 800 Casinospiele mit über 1.200 Varianten. Neben Spielautomaten, Roulette oder Black Jack gibt es ebenfalls Multiplayer, Videopoker, Bingo, Live Dealer oder Sportwetten.